# Jaroslav Hřebík
Jaroslav Hřebík (* 16. Dezember 1948 in Benešov) ist ein ehemaliger tschechischer Fußballspieler und Fußballtrainer.
Er gilt wegen seiner Methoden und seines Charakters als einer der kontroversesten Trainer in Tschechien. Gleichzeitig war er einer der ersten, die die Zonenverteilung und andere Neuerungen des modernen Fußballs propagierten.

## Spielerkarriere
Hřebík spielte in seiner Jugend für Jawa Týnec, im Alter von 20 Jahren wechselte er zu Viktoria Žižkov. Anfang 1974 wurde er von Dukla Prag verpflichtet, für den er in der 1. tschechoslowakischen Liga debütierte. Nach einem Jahr wechselte er zum Ligakonkurrenten Škoda Pilsen, für den er vier Tore in zwei Jahren schoss.
Von 1977 bis 1982 spielte der Stürmer für Spartak BS Vlašim, 1982 ging er in seine Heimatstadt Benešov, wo er in der Saison 1983/84 Spielertrainer war. Seine Karriere ließ Hřebík von 1985 bis 1988 bei TJ Jílové ausklingen.
Insgesamt bestritt der Angreifer 22 Spiele in der höchsten tschechischen Spielklasse, in denen er vier Tore schoss.

## Trainerlaufbahn
Nach seiner ersten Erfahrung als Spielertrainer in der Saison 1983/84 bei ČSAD Benešov wurde Hřebík Cheftrainer beim gleichen, zwischenzeitlich in FK Švarc Benešov umbenannten Verein und stieg mit ihm 1994 in die 1. Liga auf. Nach der Hinrunde mit nur drei Siegen aus 15 Spielen wurde er entlassen, die Mannschaft erwies sich als nicht erstligatauglich und stieg am Saisonende als Tabellenletzter ab.
Hřebík hatte sich einen Namen gemacht und wurde zur Saison 1995/96 von Viktoria Pilsen engagiert, das er auf den neunten Platz führte. In der folgenden Saison war er Trainer bei Viktoria Žižkov, als die Mannschaft nach der Hinrunde auf dem letzten Tabellenplatz stand, wurde er entlassen. In der Spielzeit 1997/98 trainierte Hřebík den SK Hradec Králové, mit dem er Zwölfter wurde. Anschließend wechselte er zu Slavia Prag, mit dem er Dritter wurde und seinen ersten Titel gewann, den Tschechischen Pokal.
Nach einem Jahr ohne Verein coachte Hřebík 2000/01 den FK Jablonec, den er auf Platz zwölf führte. Er wurde im Sommer 2001 Trainer von Sparta Prag, mit dem er die Zwischenrunde in der Champions League erreichte. Als nach einer Niederlage gegen den FK Jablonec am 24. Spieltag der Saison 2001/02 der Titelgewinn von Sparta in Gefahr schien, wurde er entlassen. Am Ende der Saison verpasste Sparta die Meisterschaft, die Slovan Liberec gewann.
Anfang 2004 trat Hřebík das Traineramt beim russischen Erstligaklub FK Dynamo Moskau an, nach enttäuschenden Ergebnissen wurde er mitten in der Saison am 12. Juli 2004 entlassen. Anfang 2005 wurde er Nachfolger des bei den Fans äußerst beliebten František Straka bei Sparta Prag. Straka war trotz eines Vorsprungs von neun Punkten in der Liga wegen schlechten Ergebnissen in der Champions League entlassen worden. Von Anfang an stieß Hřebík auf offene Ablehnung bei den Fans von Sparta, die bisweilen in Hass umschlug. Auch mit der Mannschaft kam er nicht zurecht. Karel Poborský legte wegen Hřebíks Trainingsmethoden sein Kapitänsamt nieder. Nach einer 1:2-Niederlage beim FK Teplice Anfang Oktober 2005 musste Hřebík gehen.
Seitdem arbeitet Hřebík als Kommentator und Experte für das Tschechische Fernsehen und diverse tschechische Printmedien.

### Erfolge
- Tschechischer Meister 2005 mit Sparta Prag
- Tschechischer Pokalsieger 1999 mit Slavia Prag